# Enrique José Arce
Enrique José Arce (Ciudad de Panamá, 6 de mayo de 1871 - 14 de marzo de 1947) fue un educador e historiador panameño, conocido por elaborar junto con Juan Bautista Sosa el primer compendio histórico de Panamá como nación.

## Biografía
Realizó sus primeros estudios en el Seminario de Panamá y en el Colegio Balboa. Luego se trasladó a Bogotá para estudiar en el Colegio de San Bartolomé y en Nuestra Señora del Rosario. Obtuvo el diploma de bachiller en Filosofía y Letras y también el de profesor de veterinaria.
Al volver a Panamá fue profesor en el Colegio Balboa, en la Escuela Normal de Señoritas, en el Colegio del Istmo y en el Instituto Nacional.
En 1909, Eusebio A. Morales siendo secretario de Instrucción Pública encomendó tanto a Arce como a Juan B. Sosa la creación de un compendio histórico que sirviera como referencia escolar. Entonces en 1911 se presentó el Compendio de Historia de Panamá.
También escribió junto con José Dolores Moscote el libro La vida ejemplar de Justo Arosemena.